# View from a Backstage Pass
View From A Backstage Pass es el noveno álbum en directo del grupo británico de rock The Who, disponible desde noviembre de 2007 exclusivamente para nuevos suscriptores de la página web oficial del grupo. 
El álbum incluye temas en directo interpretados por el grupo entre 1969 y 1976, con rarezas como «Magic Bus», «Squeeze Box», «Dreaming from the Waist» y «Bargain», así como un libreto de veinticuatro páginas con fotografías inéditas procedentes de los archivos del grupo. 

## Lista de canciones
Todos los temas compuestos por Pete Townshend excepto donde se anota.

### Disco uno
1. "Fortune Teller"
2. "Happy Jack"
3. "I'm A Boy"
4. "A Quick One While He's Away"
5. "Magic Bus"
6. "I Can't Explain"
7. "Substitute"
8. "My Wife" (Entwistle)
9. "Behind Blue Eyes"
10. "Bargain"
11. "Baby Don't You Do It"

### Disco dos
1. "The Punk and the Godfather"
2. "5:15"
3. "Won't Get Fooled Again"
4. "Young Man Blues" (Mose Allison)
5. "Tattoo"
6. "Boris the Spider" (Entwistle)
7. "Naked Eye/Let's See Action/My Generation Blues"
8. "Squeeze Box"
9. "Dreaming From The Waist"
10. "Fiddle About" (Entwistle)
11. "Pinball Wizard"
12. "I'm Free"
13. "Tommy's Holiday Camp" (Moon)
14. "We're Not Gonna Take It/See Me, Feel Me/Listening to You"

## Personal
- Roger Daltrey: voz
- Pete Townshend: voz y guitarras
- John Entwistle: voz y bajo
- Keith Moon: batería y percusión